# Егиндибулак (Западно-Казахстанская область)
Егиндибула́к (каз. Егіндібұлақ, до 2004 г. — Цыгано́во) — село в Зеленовском районе Западно-Казахстанской области Казахстана. Административный центр Егиндибулакского сельского округа. Код КАТО — 274459100.

## Население
В 1999 году население села составляло 669 человек (345 мужчин и 324 женщины). По данным переписи 2009 года, в селе проживало 546 человек (263 мужчины и 283 женщины).